# 苏州独墅湖科教创新区
31°16′35″N 120°43′34″E / 31.276336°N 120.726125°E

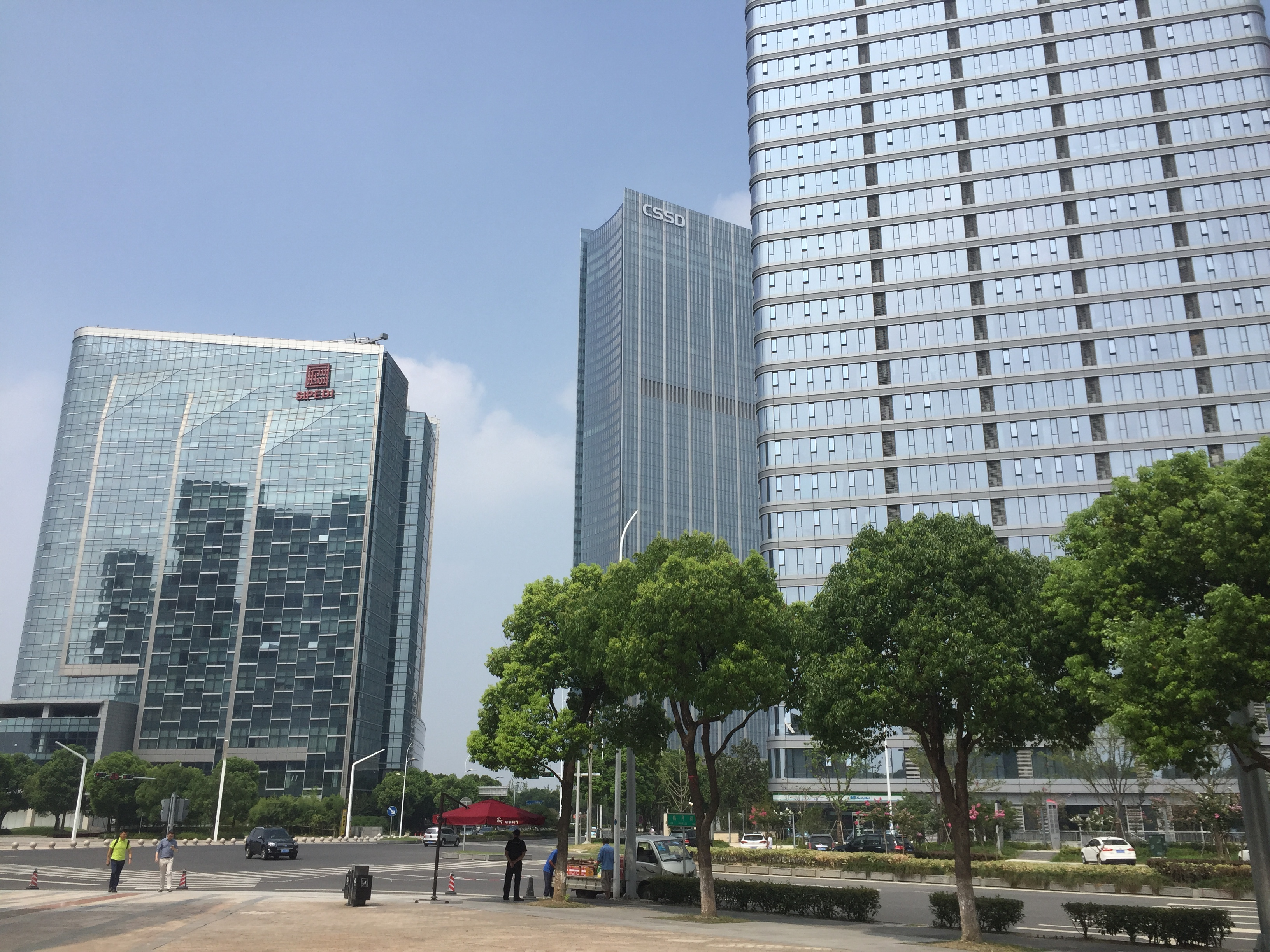
苏州独墅湖高等教育区（SIPEDI）

苏州独墅湖科教创新区位于中華人民共和國江蘇省苏州市东部苏州工业园区独墅湖东岸，规划占地10平方公里。苏州独墅湖高等教育区（简称独墅湖高教区）于2002年7月正式成立，后来改为现名。

## 院校

### 大学及研究生院
- 中国人民大学苏州校区[3]
- 南京大学苏州研究生院
- 苏州大学独墅湖校区
- 西交利物浦大学
- 东南大学-莫纳什大学联合研究生院

### 研究院
- 新加坡国立大学苏州研究院
- 中国科学技术大学苏州高等研究院
- 东南大学苏州研究院
- 西安交通大学苏州研究院
- 山东大学苏州研究院
- 武汉大学苏州研究院
- 四川大学苏州研究院
- 华北电力大学苏州研究院
- 牛津大学高等研究院（苏州）[4]
- 加州大学洛杉矶分校苏州先进技术研究院

### 其他
- 苏州工业园区服务外包职业学院
- 苏州评弹学校
- 苏州工业园区工业技术学校
- 苏州高博软件技术职业学院
- 苏州百年职业学院